# 皮耶利耶山国家公园
皮耶利耶山国家公园（瑞典語：Pieljekaise nationalpark）是瑞典的一座國家公園，得名于皮耶利耶山（Pieljekaise）。皮耶利耶山国家公园地處拉普蘭地區，公園內有大面積的樺樹林，是歐洲面積最大的自然保護區之一。